# Санта-Мария-Ассунта (Монтериджони)
Церковь Са́нта-Мари́я-Ассу́нта (итал. La chiesa di Santa Maria Assunta) — главная церковь города Монтериджони, архиепархии Сиена-Колле-ди-Валь д’Эльса-Монтальчино, провинция Сиена, Центральная Италия. Храм построен в романском стиле. Освящён в честь Возесения Девы Марии.

## История
История церкви тесно связана с событиями в замке Монтериджони. Церковь была построена в период между 1213 годом, временем основания города, и 10 июня 1235 года, когда в герцогском замке делегаты муниципалитетов Сиены и Поджибонси приняли условия мира с Флорентийской республикой. Новый приход, возникший после этого события, объединил прихожан Стоменнано и церкви Сан-Джованни-а-Стекки.
Развитие Монтериджони увеличило значение церкви настолько, что в конце XIII века она была повышена до статуса приходской, ей был передан титул канонической церкви Святой Марии Стеменнано, а внутри была установлена купель для крещения. В 1299 году на кампаниле (колокольне) был установлен колокол, который сохранился до наших дней. В первой половине XIX века здание претерпело некоторые изменения.

## Архитектура
Церковь находится на главной площади города. Она представляет собой постройку прямоугольного плана с одним нефом, завершающимся небольшой апсидой.
Фасад выполнен в 1235 году из камня в суровом, лапидарном романском стиле. Над порталом имеется «глаз» (oculus) — большое круглое окно. К зданию примыкает восьмиугольный баптистерий, что довольно необычно для такого маленького селения как Монтериджони.
Стены облицованы крупными квадрами травертина золотистого оттенка. Круглое окно фасада окаймлено лепной терракотой с лиственным орнаментом. Северная сторона оформлена двумя двустворчатыми окнами с кирпичными архивольтами и двумя порталами, один из которых заложен. На южной стороне имеется только два одностворчатых окна, идентичных окнам на другой стороне.
Колокольня, построенная из старинных материалов, датируется XVIII веком.

## Интерьер
Внутреннее пространство церкви перекрыто цилиндрическими сводами с люнетами. Неф отделен от пресвитерия, возвышающегося на три ступени, стрельчатой кирпичной аркой. Апсида перекрыта крестовым сводом.
В церкви имеется алтарная картина Липпо Ванни с изображением Мадонны, деревянное Распятие, дарохранительницы XV века, колокол, подаренный церкви Сиенской республикой в 1298 году. Деревянные кресла хора относятся к XVI веку.

## В культуре
Церковь Санта-Мария-Ассунта можно увидеть в компьютерных играх Assassin's Creed II и Assassin's Creed: Brotherhood. По сюжету, город можно посетить в конце XV-начале XVI веков, а также в 2012 году. Церковь присутствует как в средневековом, так и в современном Монтериджони.

## Галерея
- Окулус фасада
- Интерьер
- Распятие
- Колокол сиенцев
- Мадонна с Младенцем и святыми Домиником и Екатериной Сиенской